# Margherita z Città di Castello
Svatá Margherita z Città di Castello (1287, Metola – 13. dubna 1320, Città di Castello) byla italská řeholnice a členka Třetího řádu svatého Dominika

## Život
Narodila se roku 1287 na hradu Metola jako dcera šlechticů Parisia a Emilie. Její otec sloužil jako voják na hradě.
Narodila se jako slepá s těžkým zakřivením páteře a měla potíže s chůzí. Její rodiče jí před všemi skryli a našla jí laskavá služebná a dala jí jméno Margherita. Když byla v šesti letech téměř veřejné odhalena, její rodiče ji na asi deset let zazdili v místnosti připojené ke kapli jejich rezidence. Chtěli se ujistit, že ji nikdo neuvidí. Účastnila se mší a přijímala svátosti. Kaplan jejích rodičů ji poučoval ve víře.
Brzy hradu hrozila invaze, a tak Parisio národním své ženě, aby dceru zakryla tmavým závojem a utekli do druhého hradu v Mercatellu. Tam byla znovu uvězněna. Někteří o Margheritě věděli a nelíbilo se jim, jak se s ní zachází, ale nikdy si nedovolili oponovat jejímu otci. Matka brzy navrhla, že ji odvede do kostela, kde se dějí zázraky. Zeptala se svého manžela, a ten s tím souhlasil.
Roku 1303 jí jednoho rána odvedli do františkánského kostela v Castellu, kde se prý dělí zázraky. Když se žádný takový zázrak nestal, rodiče ji tam nechali. Nikdy však nezanevřela na rozhodnutí svých rodičů. Všimly si jí zde nějaké ženy. Městská chudina si ji vzala mezi sebe a dostala se do několika chudých rodin, které pomáhaly vězňům a dalším chudým lidem. Brzy získala bezpečné útočiště v místním klášteře. Jejich laxní způsob života se však brzy střetl s její silnou vírou a byla vyloučena z kláštera, protože její horlivost byla tichou výčitkou jeptišek, které její přítomnost nenáviděly. Poté se usadila ve městě, kde se o ni měšťané znovu starali. Aby jim poděkovala za jejich laskavost, otevřela pro děti z města malou školu, kde je učila víře a žalmům, které se naučila během svého pobytu v klášteře. Starala se také o městské děti, když jejich rodiče chodili do práce.
Roku 1303 se seznámila s bratry dominikány, kteří se ve městě nedlouho předtím usadili. Dostala se pod jejich duchovní vedení, vstoupila do Třetího řádu svatého Dominika a přijala řeholní hábit.
Zemřela 13. dubna 1320 a davy na jejím pohřbu požadovaly, aby byla pohřbena uvnitř kostela. Proti tomuto rozhodnutí byl místní farář, ale poté, co se na pohřbu zázrakem vyléčila zdravotně postižená dívka, pohřeb v kostele povolil.

## Proces svatořečení
Dne 9. června 1558 byly z důvodu hniloby rakve její ostatky přeneseny. Oblečení bylo také shnilé, ale její tělo bylo bez známek rozkladu. Místní biskup nařídil, aby byla pro tělo zhotovena nová rakev.
Podle ostatků víme, že měřila asi 1,2 metru a její hlava byla poměrně k hubenému tělu velká. Její čelo bylo široké, s obličejem zužujícím se k bradě s docela výrazným nosem. Zuby byly malé a rovné a na okrajích byly zoubkované. Ruce a nohy byly malé a její pravá noha byla o palec a půl (asi 3,81 cm) kratší než levá (příčina jejího kulhání).
Dne 19. října 1609 uznal papež Pavel V. její kult. Dne 6. dubna 1675 papež Klement X. rozšířil její kult a povolení sloužit mši a denní modlitbu církve pro celý dominikánský řád. Roku 1609 byl kult potvrzen spíše pro perugijskou část řádu.
Roku 1988 ji arcibiskup Urbina Ugo Donato Bianchi prohlásil za patronku nevidomých.
Dne 24. dubna 2021 ji papež František ekvivalentně svatořečil, tzn. bez potřebného zázraku na její přímluvu.